# Первая городская клиническая больница им. Е. Е. Волосевич
Первая городская клиническая больница им. Е. Е. Волосевич — больница в Архангельске.

## История
Учреждена указом Архангельского Приказа общественного Призрения и открыла свои двери 13 (24) февраля 1786 года, в течение полутора веков была единственным лечебным центром для жителей города Архангельска и окрестных уездов. Первоначально больница располагалась в деревянном здании в Соломбальской части города, в 1882 году переведена на Пермскую улицу (ныне ул. Суворова) в 2-х этажное кирпичное здание бывшей военной школы кантонистов, которое перестроили по проекту архангельского губернского инженера Константина Введенского. Это здание служило больнице до 1972 года.
В 1906—1924 гг. больницу возглавлял доктор медицины, Сергей Федорович Гренков. В то время деятельность больницы была направлена на ликвидацию последствий интервенции, борьбу с эпидемиями, на формирование профилактического направления и обеспечение общедоступной медицинской помощи. К 1928 году коечная мощность доведена до 1300 коек, в ней ежегодно пролечивалось до 15 тысяч человек.
В трудные годы с 1932 по 1957 коллектив больницы возглавлял заслуженный врач РСФСР Николай Иванович Лилеев. В это время Первая городская становится основой формирования многих лечебных учреждений: из её состава выделились три больницы, четыре диспансера, фельдшерская школа.
Оказание в больнице медицинской помощи разных профилей, наличие квалифицированных врачебных кадров стало предпосылкой открытия в 1932 году Архангельского государственного медицинского института (АГМИ). Статус клинической больницы Первая городская получила в 1939 году. На её базе было развернуто 11 клинических кафедр, которые возглавили ведущие ученые, внесшие весомый вклад в развитие медицинской науки на Севере.

### Эпоха Волосевич
Новый этап в развитии больницы начинается с 1960 года, когда главным врачом была назначена Еликанида Егоровна Волосевич. Перед Еликанидой Егоровной встала грандиозная задача обновления и расширения материально-технической базы вверенного ей медицинского учреждения. Усилиями этой женщины, её настойчивостью больница буквально родилась заново. За 48 лет были построены 7 новых корпусов, созданы новые отделения, лаборатории, центры и здания для хозяйственных служб. Новые больничные корпуса дали возможность расширения специализации, в различных отделениях увеличился штат врачей узких специальностей, что привело к улучшению качества и увеличению объёма медицинской помощи.
Труд Еликаниды Егоровны отмечен орденами «Трудового Красного знамени», «Знак Почета», «За заслуги перед Отечеством IV степени». Удостоена звания «Заслуженный врач РСФСР», «Народный врач СССР», «Почетный гражданин города Архангельск».
Благодаря многолетней целенаправленной работе Еликаниды Егоровны в XXI век Первая городская вступила как одно из самых крупных лечебных учреждений Северо-Западного региона. В многопрофильном стационаре оказывается высококвалифицированная первичная медико-санитарная специализированная и высокотехнологичная медицинская помощь населению города и области.

### Современность
С января 2009 года главным врачом больницы работает Сергей Валентинович Красильников.
В настоящее время в состав больницы входят: стационар мощностью 870 коек хирургического, терапевтического и неврологического профилей, консультативные кардиологический и эндокринологический центры, Региональный сосудистый центр, отделение гемодиализа, лаборатория гемостаза и атеротромбоза, хозрасчетное отделение «Доверие», отделение платного стационарного лечения.
Кадровый состав больницы составляет 1619 человек. Элитным кадровым корпусом больницы являются сотрудники, удостоенные правительственных наград, звания «Заслуженный врач», «Заслуженный работник здравоохранения», «Отличник здравоохранения».
Больница работает в самом трудном «скоропомощном» режиме, принимая до 130—140 пациентов ежедневно. Круглосуточно выполняется полный спектр диагностических исследований. Ежегодно пролечивается более 27 тысяч пациентов, до 70 процентов из них госпитализируются по срочным показаниям.
Уровень оказания лечебно-диагностической помощи соответствует международным стандартам и требованиям доказательной медицины. В арсенале диагностических средств многофункциональные биохимические, гематологические, иммуноферментные анализаторы, оборудование для ультразвуковой и допплерографической диагностики заболеваний сердца и сосудов, заболеваний внутренних органов, рентгеновская компьютерная и магнитно-резонансная томография, эндоскопия, два ангиографических комплекса.
Больница является учебной базой 5 клинических кафедр Северного государственного медицинского университета и медицинского колледжа, базой постдипломной подготовки и усовершенствования врачей и среднего медицинского персонала по целому ряду медицинских специальностей.
Внедрение современных методов лечения невозможно без высокого профессионализма. Исторически сложилось так, что больница уделяет большое внимание повышению квалификации медицинского персонала. Способствует этому и стремление врачей к самосовершенствованию, и обмен опытом с зарубежными коллегами из Норвегии, Швеции, Германии, Англии.